# Cezary Winkler
Cezary Winkler (ur. 31 lipca 1969 w Chorzowie) – polski piłkarz ręczny występujący na pozycji bramkarza. Wychowanek MKS Zryw Chorzów. I trener NMC Powen Zabrze w latach 2012-2013 (w tym klubie występował w latach 1996–2012, grał z numerem 16 na koszulce).

## Sukcesy
- awans do Ekstraklasy w sezonie 2008/2009 z NMC Powen Zabrze